# Urum al-Kubrah (nahija)
Nahija Urum al-Kubrah (ar. ناحية أورم الكبرى)  je nahija u okrugu Atarib, u sirijskoj pokrajini Alep. Površina nahije je km2. Po popisu iz 2004. (prije rata), nahija je imala 22.851 stanovnika. Administrativno sjedište je u naselju Urum al-Kubrah.